# Thorsten Ekman
Thord Thorsten Ekman, född 5 mars 1869 i Stockholm, död 20 juli 1961 i Skallsjö socken, var en svensk fiskeriintendent.
Thorsten Ekman var son till Fredrik Laurentz Ekman. Efter mogenhetsexamen i Stockholm 1888 blev han 1891 filosofie kandidat, 1897 filosofie licentiat och samma år filosofie doktor vid Uppsala universitet. Ekman var fiskerikonsulent hos Östergötlands läns hushållningssällskap 1895–1905 och fiskeriövertillsyningsman i Södermanlands län 1900–1904. Han erhöll 1899 en statlig tjänst som fiskeristipendiat och blev 1903 undervisare i fiskodling. Ekman utnämndes 1905 till fiskeriintendent i östra distriktet, en post han innehade till sin pension 1936. Han var 1907–1934 sekreterare och kassaförvaltare samt under flera år även vice ordförande i Svenska fiskareförbundet. Ekman var redaktör för Svensk fiskeritidskrift 1907–1927 och publicerade ett flertal arbeten kring det praktiska fiskets problem, bland annat Några erinringar om fiske och fiskevård (1905) och Vassbuksfisket Finland och Estland (1908). Ekman var ofta anlitad som prisdomare vid fiskeriutställningar och lantbruksmöten. Han är begravd på Gamla kyrkogården i Kungsbacka.